# Mount Barnard (Kanadensiska Klippiga bergen)
Mount Barnard är ett berg i Kanada.   Det ligger på gränsen mellan Alberta och British Columbia, i den västra delen av landet, 3 100 km väster om huvudstaden Ottawa. Toppen på Mount Barnard är 3 340 meter över havet.
Terrängen runt Mount Barnard är bergig åt sydväst, men åt nordost är den kuperad.Trakten runt Mount Barnard är nära nog obefolkad, med mindre än två invånare per kvadratkilometer.. Det finns inga samhällen i närheten. 
Trakten runt Mount Barnard är permanent täckt av is och snö.